# Гельмут Кнохен
Гельмут Кнохен (нім. Helmut Knochen; 14 березня 1910, Магдебург — 4 квітня 2003, Оффенбах-на-Майні) — співробітник СД, штандартенфюрер СС і оберст (полковник) поліції (5 травня 1942), професор літератури і доктор філології.

## Біографія
Народився в сім'ї шкільного викладача. Навчався в Магдебурзі, Лейпцигу, Галле та Геттінгені, вивчав історію і мови. З 1926 року — член організації «Сталевий шолом». У 1932 році вступив в НСДАП (партійний квиток № 1 430 331) і СА. Того ж року став керівником Націонал-соціалістичного союзу студентів у Геттінгені. У 1935 році здобув докторський ступінь з філології. 1 вересня 1936 року вступив у СС (№ 280 350) і переведений в оберабшніт СД «Захід». У 1937 році став референтом у головному управлінні СД в Берліні.
З червня 1940 року — уповноважений поліції безпеки і СД в Парижі. З 6 червня 1942 року по 2 вересня 1944 року керівник СД і поліції безпеки у Франції. Вів активну боротьбу з французьким опором і проводив широкомасштабні антиєврейські акції. Один з організаторів депортації французьких євреїв до таборів смерті. Під час подій 20 липня 1944 року був заарештований змовниками, але після провалу змови звільнений. 20 серпня 1944 року викликаний до Берліна і за те, що не чинив опору змовникам, був розжалуваний у рядові і переведений в дивізію СС «Лейбштандарт Адольф Гітлер».
Після війни переховувався. 14 січня 1946 заарештований у Геттінгені. У червні 1946 року англійським військовим судом в Вупперталі засуджений до довічного ув'язнення. 10 жовтня 1946 року екстрадований до Франції. 10 жовтня 1954 року в Парижі засуджений до смерті, заміненої 10 квітня 1958 року на довічне ув'язнення. 31 грудня 1959 засуджений до 20 років, але на Різдво 1962 року помилуваний Шарлем де Голлем. Повернувся в Баден-Баден, з 1963 року жив в Оффенбасі. У 1982 році одружився вдруге.
Член організації «Тиха допомога», яка надавала підтримку нацистським злочинцям. У 1968 році йому було пред'явлено звинувачення в неправдивому свідченні в суді, де він заявив, що не знав про знищення євреїв. Кнохен намагався виправдатися, пославшись на амнезію. У процесі у справі Модеста фон Корффа в 1987 році він не зміг виступити як свідок за станом здоров'я, навіть незважаючи на те, що того дня він чотири години грав у гольф.

## Нагороди[4]
- Спортивний знак СА в бронзі
- Німецька імперська відзнака за фізичну підготовку в золоті
- Медаль «У пам'ять 1 жовтня 1938» із застібкою «Празький град»
- Залізний хрест 2-го і 1-го класу (12 листопада 1939) — отримав 2 нагороди одночасно за заслуги в секретній операції СД (Інцидент у Внело); вручені особисто Адольфом Гітлером.

### Відзнаки СС
- Цивільний знак СС (1936)
- Йольський свічник
- Почесний кут старих бійців
- Почесна шпага рейхсфюрера СС